# Eurocopa Femenina 2009
La Eurocopa Femenina 2009 fue la décima edición de la principal competición internacional femenina de fútbol a nivel de selecciones nacionales absolutas de Europa, organizado por la UEFA. Se llevó a cabo en Finlandia entre el 23 de agosto y el 10 de septiembre de 2009.
A partir de esta edición el que era conocido como Campeonato Femenino de la UEFA fue renombrado como Eurocopa Femenina (UEFA Women's Euro, en inglés y de forma oficial).
El torneo se celebró entre las selecciones nacionales clasificadas entre los países que están afiliados a la UEFA, ampliando también el número de participantes de 8 a 12 equipos. En la final, Alemania se coronó campeón, logrando su séptimo título en este torneo.

## Sedes
La Federación de Fútbol de Finlandia se encargó de anunciar las sedes para la disputa del torneo.
| Helsinki                     | Helsinki        | Helsinki Lathi Turku Tampere | Helsinki Lathi Turku Tampere | Lahti            |
| Estadio Olímpico de Helsinki | Estadio Finnair | Helsinki Lathi Turku Tampere | Helsinki Lathi Turku Tampere | Estadio de Lahti |
| Aforo: 39 784                | Aforo: 10 770   | Helsinki Lathi Turku Tampere | Helsinki Lathi Turku Tampere | Aforo: 14 500    |
|                              |                 | Helsinki Lathi Turku Tampere | Helsinki Lathi Turku Tampere |                  |
| Tampere                      | Turku           | Helsinki Lathi Turku Tampere | Helsinki Lathi Turku Tampere |                  |
| Estadio Ratina               | Estadio Veritas | Helsinki Lathi Turku Tampere | Helsinki Lathi Turku Tampere |                  |
| Aforo: 17 000                | Aforo: 9 300    | Helsinki Lathi Turku Tampere | Helsinki Lathi Turku Tampere |                  |
|                              |                 | Helsinki Lathi Turku Tampere | Helsinki Lathi Turku Tampere |                  |

## Equipos participantes
| Alemania     | 7 | Campeona en 1989, 1991, 1995, 1997, 2001, 2005 |
| Dinamarca    | 6 | Semifinalista en 1984, 1993                    |
| Finlandia    | 1 | Semifinalista en 2005                          |
| Francia      | 3 | Fase de grupos en 1997, 2001, 2005             |
| Inglaterra   | 5 | Semifinalista en 1987, 1995                    |
| Islandia     | 0 | Debut                                          |
| Italia       | 8 | Subcampeona en 1993, 1997                      |
| Noruega      | 8 | Campeona en 1987, 1993                         |
| Países Bajos | 0 | Debut                                          |
| Rusia        | 2 | Fase de grupos en 1997, 2001                   |
| Suecia       | 7 | Campeona en 1984                               |
| Ucrania      | 0 | Debut                                          |

1 Negrilla indica campeón para ese año. Italica indica anfitrión para ese año.

## Fase de grupos
- Todos los horarios corresponden a la Horario de verano de Europa oriental (UTC+3).

#### Grupo A
| Equipo       | Pts | PJ | PG | PE | PP | GF | GC | Dif |
| ------------ | --- | -- | -- | -- | -- | -- | -- | --- |
| Finlandia    | 6   | 3  | 2  | 0  | 1  | 3  | 2  | 1   |
| Países Bajos | 6   | 3  | 2  | 0  | 1  | 5  | 3  | 2   |
| Dinamarca    | 3   | 3  | 1  | 0  | 2  | 3  | 4  | -1  |
| Ucrania      | 3   | 3  | 1  | 0  | 2  | 2  | 4  | -2  |

| 23 de agosto de 2009 | Ucrania | 0:2 (0:2) | Países Bajos                   | Estadio Veritas, Turku                                     |                                                            |
| 14:45                |         | Reporte   | van de Vasten 14' · Stevens 9' | Asistencia: 2.571 espectadores Árbitra: Cristina Dorcioman | Asistencia: 2.571 espectadores Árbitra: Cristina Dorcioman |

| 23 de agosto de 2009 | Finlandia | 1:0 (0:0) | Dinamarca | Estadio Olímpico, Helsinki                              |                                                         |
| 19:30                | Saari 49' | Reporte   |           | Asistencia: 16,334 espectadores Árbitra: Dagmar Damková | Asistencia: 16,334 espectadores Árbitra: Dagmar Damková |

| 26 de agosto de 2009 | Ucrania          | 1:2 (0:0) | Dinamarca                    | Estadio Finnair, Helsinki                                      |                                                                |
| 17:30                | Apanaschenko 63' | Reporte   | Sand Andersen 49' · Pape 87' | Asistencia: 1.372 espectadores Árbitra: Gyöngyi Krisztina Gaal | Asistencia: 1.372 espectadores Árbitra: Gyöngyi Krisztina Gaal |

| 23 de agosto de 2009 | Países Bajos   | 1:2 (1:1) | Finlandia                 | Estadio Olímpico, Helsinki                               |                                                          |
| 20:00                | van de Ven 25' | Reporte   | Österberg Kalmari 7', 69' | Asistencia: 16.148 espectadores Árbitra: Jenny Palmqvist | Asistencia: 16.148 espectadores Árbitra: Jenny Palmqvist |

| 29 de agosto de 2009 | Finlandia | 0:1 (0:0) | Ucrania   | Estadio Olímpico, Helsinki                                   |                                                              |
| 17:30                |           | Reporte   | Pekur 69' | Asistencia: 15.138 espectadores Árbitra: Natalia Avdonchenko | Asistencia: 15.138 espectadores Árbitra: Natalia Avdonchenko |

| 29 de agosto de 2009 | Dinamarca        | 1:2 (0:0) | Países Bajos         | Estadio de Lahti, Lahti                                 |                                                         |
| 17:30                | J. Rasmussen 71' | Reporte   | Smit 58' · Melis 66' | Asistencia: 1.712 espectadores Árbitra: Jenny Palmqvist | Asistencia: 1.712 espectadores Árbitra: Jenny Palmqvist |

#### Grupo B
| Equipo   | Pts | PJ | PG | PE | PP | GF | GC | Dif |
| -------- | --- | -- | -- | -- | -- | -- | -- | --- |
| Alemania | 9   | 3  | 3  | 0  | 0  | 10 | 1  | 9   |
| Francia  | 4   | 3  | 1  | 1  | 1  | 5  | 7  | -2  |
| Noruega  | 4   | 3  | 1  | 1  | 1  | 2  | 5  | -3  |
| Islandia | 0   | 3  | 0  | 0  | 3  | 1  | 5  | -4  |

| 24 de agosto de 2009 | Alemania                                                 | 4:0 (1:0) | Noruega | Estadio Ratina, Tampere                                     |                                                             |
| 17:00                | Bresonik 33' (pen.) · Bajramaj 90', 90+4' · Mittag 90+2' | Reporte   |         | Asistencia: 6.552 espectadores Árbitra: Alexandra Ihringova | Asistencia: 6.552 espectadores Árbitra: Alexandra Ihringova |

| 24 de agosto de 2009 | Islandia        | 1:3 (1:1) | Francia                                             | Estadio Ratina, Tampere                                     |                                                             |
| 20:00                | Magnúsdóttir 6' | Reporte   | Abily 18' (pen.) · Bompastor 53' (pen.) · Necib 67' | Asistencia: 6.552 espectadores Árbitra: Natalia Avdonchenko | Asistencia: 6.552 espectadores Árbitra: Natalia Avdonchenko |

| 27 de agosto de 2009 | Francia    | 1:5 (0:3) | Alemania                                                                      | Estadio Ratina, Tampere                                 |                                                         |
| 17:30                | Thiney 51' | Reporte   | Grings 9' · Krahn 17' · Behringer 45+1' · Bresonik 47' (pen.) · Laudehr 90+1' | Asistencia: 3.331 espectadores Árbitra: Kateryna Monzul | Asistencia: 3.331 espectadores Árbitra: Kateryna Monzul |

| 27 de agosto de 2009 | Islandia | 0:1 (0:1) | Noruega | Estadio de Lahti, Lahti                                    |                                                            |
| 20:00                |          | Reporte   |         | Asistencia: 1.339 espectadores Árbitra: Cristina Dorcioman | Asistencia: 1.339 espectadores Árbitra: Cristina Dorcioman |

| 30 de agosto de 2009 | Alemania   | 1:0 (0:0) | Islandia | Estadio Ratina, Tampere                                 |                                                         |
| 16:00                | Grings 50' | Reporte   |          | Asistencia: 3.101 espectadores Árbitra: Kirsi Heikkinen | Asistencia: 3.101 espectadores Árbitra: Kirsi Heikkinen |

| 30 de agosto de 2009 | Noruega       | 1:1 (1:1) | Francia   | Estadio Finnair, Helsinki                                   |                                                             |
| 16:00                | Storløkken 4' | Reporte   | Abily 16' | Asistencia: 1.537 espectadores Árbitra: Alexandra Ihringova | Asistencia: 1.537 espectadores Árbitra: Alexandra Ihringova |

#### Grupo C
| Equipo     | Pts | PJ | PG | PE | PP | GF | GC | Dif |
| ---------- | --- | -- | -- | -- | -- | -- | -- | --- |
| Suecia     | 7   | 3  | 2  | 1  | 0  | 6  | 1  | 5   |
| Italia     | 6   | 3  | 2  | 0  | 1  | 4  | 3  | 1   |
| Inglaterra | 4   | 3  | 1  | 1  | 1  | 5  | 5  | 0   |
| Rusia      | 0   | 3  | 0  | 0  | 3  | 2  | 8  | -6  |

| 25 de agosto de 2009 | Italia                   | 2:1 (0:1) | Inglaterra          | Estadio de Lahti, Lahti                                   |                                                           |
| 17:30                | Panico 56' · Tuttino 82' | Reporte   | Williams 33' (pen.) | Asistencia: 2.950 espectadores Árbitra: Bibiana Steinhaus | Asistencia: 2.950 espectadores Árbitra: Bibiana Steinhaus |

| 25 de agosto de 2009 | Suecia                                       | 3:0 (2:0) | Rusia | Estadio Veritas, Turku                                  |                                                         |
| 20:00                | Rohlin 5' · Sandell Svensson 15' · Seger 82' | Reporte   |       | Asistencia: 4.697 espectadores Árbitra: Kirsi Heikkinen | Asistencia: 4.697 espectadores Árbitra: Kirsi Heikkinen |

| 28 de agosto de 2009 | Italia | 0:2 (0:2) | Suecia                   | Estadio Veritas, Turku                                    |                                                           |
| 17:30                |        | Reporte   | Schelin 9' · Asllani 19' | Asistencia: 5.947 espectadores Árbitra: Bibiana Steinhaus | Asistencia: 5.947 espectadores Árbitra: Bibiana Steinhaus |

| 28 de agosto de 2009 | Inglaterra                            | 3:2 (3:2) | Rusia                           | Estadio Finnair, Helsinki                              |                                                        |
| 20:00                | Carney 24' · Aluko 32' · K. Smith 42' | Reporte   | Tsybutovich 2' · Kurochkina 22' | Asistencia: 1.462 espectadores Árbitra: Dagmar Damková | Asistencia: 1.462 espectadores Árbitra: Dagmar Damková |

| 31 de agosto de 2009 | Rusia | 0:2 (0:2) | Italia                       | Estadio Olímpico, Helsinki                                     |                                                                |
| 19:00                |       | Reporte   | Gabbiadini 77' · Zorri 90+3' | Asistencia: 1.112 espectadores Árbitra: Gyöngyi Krisztina Gaal | Asistencia: 1.112 espectadores Árbitra: Gyöngyi Krisztina Gaal |

| 31 de agosto de 2009 | Suecia                      | 1:1 (1:1) | Inglaterra | Estadio Veritas, Turku                                  |                                                         |
| 19:00                | Sandell Svensson 40' (pen.) | Reporte   | White 28'  | Asistencia: 6.142 espectadores Árbitra: Kateryna Monzul | Asistencia: 6.142 espectadores Árbitra: Kateryna Monzul |

#### Mejores terceros puestos
Los dos mejores de los terceros puestos avanzan a la Segunda fase.
| Equipo     | Gr | Pts | PJ | PG | PE | PP | GF | GC | Dif |
| ---------- | -- | --- | -- | -- | -- | -- | -- | -- | --- |
| Inglaterra | C  | 4   | 3  | 1  | 1  | 1  | 5  | 5  | 0   |
| Noruega    | B  | 4   | 3  | 1  | 1  | 1  | 2  | 5  | -3  |
| Dinamarca  | A  | 3   | 3  | 1  | 0  | 2  | 3  | 4  | -1  |

## Segunda fase
|  | Cuartos de final  | Cuartos de final |              |                   | Semifinales | Semifinales |  |            | Final | Final |  |
|  |                   |                  |              |                   |             |             |  |            |       |       |  |
|  |                   |                  |              |                   |             |             |  |            |       |       |  |
|  | Finlandia         | 2                |              |                   |             |             |  |            |       |       |  |
|  | Finlandia         | 2                |              |                   |             |             |  |            |       |       |  |
|  | Inglaterra        | 3                |              |                   |             |             |  |            |       |       |  |
|  | Inglaterra        | 3                |              | Inglaterra (t.s.) | 2           |             |  |            |       |       |  |
|  |                   |                  |              | Inglaterra (t.s.) | 2           |             |  |            |       |       |  |
|  |                   |                  | Países Bajos | 1                 |             |             |  |            |       |       |  |
|  | Países Bajos (p.) | 0 (5)            | Países Bajos | 1                 |             |             |  |            |       |       |  |
|  | Países Bajos (p.) | 0 (5)            |              |                   |             |             |  |            |       |       |  |
|  | Francia           | 0 (4)            |              |                   |             |             |  |            |       |       |  |
|  | Francia           | 0 (4)            |              |                   |             |             |  | Inglaterra | 2     |       |  |
|  |                   |                  |              |                   |             |             |  | Inglaterra | 2     |       |  |
|  |                   |                  | Alemania     | 6                 |             |             |  |            |       |       |  |
|  | Alemania          | 2                | Alemania     | 6                 |             |             |  |            |       |       |  |
|  | Alemania          | 2                |              |                   |             |             |  |            |       |       |  |
|  | Italia            | 1                |              |                   |             |             |  |            |       |       |  |
|  | Italia            | 1                |              | Alemania          | 3           |             |  |            |       |       |  |
|  |                   |                  |              | Alemania          | 3           |             |  |            |       |       |  |
|  |                   |                  | Noruega      | 1                 |             |             |  |            |       |       |  |
|  | Suecia            | 1                | Noruega      | 1                 |             |             |  |            |       |       |  |
|  | Suecia            | 1                |              |                   |             |             |  |            |       |       |  |
|  | Noruega           | 3                |              |                   |             |             |  |            |       |       |  |
|  | Noruega           | 3                |              |                   |             |             |  |            |       |       |  |
|  |                   |                  |              |                   |             |             |  |            |       |       |  |

### Cuartos de final
| 3 de septiembre de 2009 | Finlandia                   | 2:3 (0:1) | Inglaterra                   | Estadio Veritas, Turku                                 |                                                        |
| 16:00                   | Sjölund 66' · Sällström 79' | Reporte   | Aluko 14' 67' · Williams 49' | Asistencia: 7.247 espectadores Árbitra: Dagmar Damková | Asistencia: 7.247 espectadores Árbitra: Dagmar Damková |

| 3 de septiembre de 2009 | Países Bajos                                                           | 0:0 (t. s.)(5:4 p.)        | Francia                                                                | Estadio Ratina, Tampere                                 |                                                         |
| 20:00                   |                                                                        | Reporte                    |                                                                        | Asistencia: 2.776 espectadores Árbitra: Kirsi Heikkinen | Asistencia: 2.776 espectadores Árbitra: Kirsi Heikkinen |
|                         |                                                                        | Tiros desde el punto penal |                                                                        |                                                         |                                                         |
|                         | Stevens · Melis · Kiesel-Griffioen · Smit · Koster · Bito · Hoogendijk |                            | Soubeyrand · Abily · Henry · Le Sommer · Franco · Meilleroux · Herbert |                                                         |                                                         |

| 4 de septiembre de 2009 | Alemania      | 2:1 (1:0) | Italia     | Estadio de Lahti, Lahti                                 |                                                         |
| 16:00                   | Grings 4, 47' | Reporte   | Panico 63' | Asistencia: 1,866 espectadores Árbitra: Jenny Palmqvist | Asistencia: 1,866 espectadores Árbitra: Jenny Palmqvist |

| 4 de septiembre de 2009 | Suecia               | 1:3 (0:2) | Noruega                                          | Estadio Finnair, Helsinki                                 |                                                           |
| 16:00                   | Sandell Svensson 80' | Reporte   | Segerström 39' (a.g.) · Giske 45' · Pedersen 60' | Asistencia: 1,866 espectadores Árbitra: Bibiana Steinhaus | Asistencia: 1,866 espectadores Árbitra: Bibiana Steinhaus |

### Semifinales
| 6 de septiembre de 2009 | Inglaterra                | 2:1 (0:0; 1:1) (t. s.) | Países Bajos | Estadio Ratina, Tampere                                        |                                                                |
| 19:00                   | K. Smith 61' · Scott 116' | Reporte                | Pieëte 64'   | Asistencia: 4,621 espectadores Árbitra: Gyöngyi Krisztina Gaal | Asistencia: 4,621 espectadores Árbitra: Gyöngyi Krisztina Gaal |

| 7 de septiembre de 2009 | Alemania                                    | 3:1 (0:1) | Noruega       | Estadio Finnair, Helsinki                               |                                                         |
| 19:00                   | Laudehr 59' · da Mbabi 61' · Bajramaj 90+3' | Reporte   | Herlovsen 10' | Asistencia: 2,765 espectadores Árbitra: Kirsi Heikkinen | Asistencia: 2,765 espectadores Árbitra: Kirsi Heikkinen |

### Final
| 10 de septiembre de 2009 | Inglaterra                | 2:6 (1:2) | Alemania                                                     | Estadio Olímpico, Helsinki                              |                                                         |
| 19:00                    | Carney 24' · K. Smith 55' | Reporte   | Prinz 20', 76' · Behringer 22' · Kulig 50' · Grings 62', 73' | Asistencia: 15,877 espectadores Árbitra: Dagmar Damková | Asistencia: 15,877 espectadores Árbitra: Dagmar Damková |

|                             |
| Bandera de Alemania         |
| Campeón Alemania 7.º título |

## Estadísticas

### Tabla general
| Equipo | Equipo       | Pts. | PJ | PG | PE | PP | GF | GC | Dif. | Rend. |
| ------ | ------------ | ---- | -- | -- | -- | -- | -- | -- | ---- | ----- |
| 1      | Alemania     | 18   | 6  | 6  | 0  | 0  | 21 | 5  | 16   | 100%  |
| 2      | Inglaterra   | 10   | 6  | 3  | 1  | 2  | 12 | 14 | -2   | 55,5% |
| 3      | Países Bajos | 7    | 5  | 2  | 1  | 2  | 6  | 5  | 1    | 46,6% |
| 4      | Noruega      | 7    | 5  | 2  | 1  | 2  | 6  | 9  | -3   | 46,6% |
| 5      | Suecia       | 7    | 4  | 2  | 1  | 1  | 7  | 4  | 3    | 58,3% |
| 6      | Finlandia    | 6    | 4  | 2  | 0  | 2  | 5  | 5  | 0    | 50%   |
| 7      | Italia       | 6    | 4  | 2  | 0  | 2  | 5  | 5  | 0    | 50%   |
| 8      | Francia      | 5    | 4  | 1  | 2  | 1  | 5  | 7  | -2   | 41,6% |
| 9      | Dinamarca    | 3    | 3  | 1  | 0  | 2  | 3  | 4  | -1   | 33,3% |
| 10     | Ucrania      | 3    | 3  | 1  | 0  | 2  | 2  | 4  | -2   | 33,3% |
| 11     | Islandia     | 0    | 3  | 0  | 0  | 3  | 1  | 5  | -4   | 0%    |
| 12     | Rusia        | 0    | 3  | 0  | 0  | 3  | 2  | 8  | -6   | 0%    |

### Goleadoras

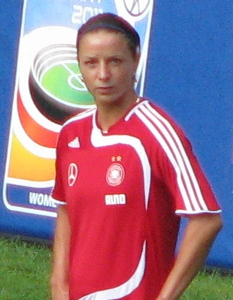
La delantera alemana Inka Grings fue la máxima anotadora del torneo por segunda vez consecutiva.

| Jugadora                  | Selección  | Goles |
| ------------------------- | ---------- | ----- |
| Inka Grings               | Alemania   | 6     |
| Fatmire Bajramaj          | Alemania   | 3     |
| Eniola Aluko              | Inglaterra | 3     |
| Kelly Smith               | Inglaterra | 3     |
| Victoria Sandell Svensson | Suecia     | 3     |